# Enciclomedia
Enciclomedia fue un sistema de educación en línea que estaba conformado elementalmente por una base de datos didácticamente diseñada y planeada a partir de los libros de texto gratuitos de quinto y sexto grados de la educación primaria de México. A través de una computadora, un pizarrón electrónico y un proyector, los maestros y alumnos tienen acceso en el salón de clases a los siguientes materiales: los libros de texto gratuitos, un sitio del maestro con el avance programático, ficheros, desarrollo profesional, papelería y demás.
Algunas fuentes afirman que su uso mejoró las habilidades digitales. En 2008 la Auditoría Superior de la Federación de México determinó que el programa no mejoró significativamente el desempeño educativo de sus educandos, operó con deficiencias e irregularidades en el manejo del presupuesto destinado a su funcionamiento y mantenimiento, en la capacitación a las y los usuarios, el mantenimiento y reparación de los equipos, muchos de los cuales quedaron subutilizados a usos de oficina.
A 2015 solo un 35 por ciento de los equipos eran funcionales y no contaban con soporte técnico y/o piezas para reparación de equipos.
El programa fue convertido en 2011 por la Secretaría de Educación Pública en Habilidades Digitales para Todos.

## Historia

### Origen
Enciclomedia surgió como un proyecto de tesis de ingeniería en computación en el Instituto Tecnológico Autónomo de México. Lo presentó Eliseo Steve Rodríguez Rodríguez después de haber trabajado junto a Felipe Bracho Carpizo y otros investigadores del Instituto Politécnico Nacional en programas de innovación tecnológica para la educación. Con el nombre de SARCRAD: Sistema de Administración de Recursos Conceptuales y de Referenciación Autómática Difusa. Enciclomedia: Una aplicación específica, el creador del sistema presentó su examen el 29 de mayo de 2001 y obtuvo la mención honorífica en su titulación. Como director adjunto de Investigación Orientada en el Consejo Nacional de Ciencia y Tecnología (Conacyt), Felipe Bracho se encargó de difundir el proyecto y presentarlo al secretario de Educación Pública, Reyes Tamez Guerra, y más tarde al propio presidente Vicente Fox, quien lo acogió como el proyecto educativo sexenal. Se presentó como la opción para integrar programas de equipamiento tecnológico de las escuelas, que surgieron en los últimos 10 años en México. Enciclomedia incorpora contenidos de la Red Satelital de Televisión Educativa, Red Escolar, Portal SEPiensa, Biblioteca Digital, Secundaria 21, Enseñanza de la Física y Matemáticas con Tecnología (EFIT-EMAT).